# 西靖王
西靖王，中国古代封爵之一。

## 元朝
封地不详，为金印螭纽王。
- 阿鲁，魏王阿木哥第三子，至顺元年（1330年）封。